# Siffanto
El siffanto es un viento del SO. que sopla en el Mar Adriático.
Como el siroco, es peligroso para la navegación y, aunque más raro, y algunas veces más fuerte, es menos duradero; particularmente es peligroso en las proximidades del Po, en Italia, pues cambia repentinamente hacia el SE. y se convierte en fuerte borrasca. Este viento es doblemente peligroso entre las islas de la escarpada costa oriental.